# Мајерсдејл (Пенсилванија)
Мајерсдејл (енгл. Meyersdale) град је у америчкој савезној држави Пенсилванија.

## Демографија
По попису из 2010. године број становника је 2.184, што је 289 (-11,7%) становника мање него 2000. године.
| Група             | 2000.         | 2010.         |
| Белци             | 2.439 (98,6%) | 2.152 (98,5%) |
| Афроамериканци    | 6 (0,2%)      | 3 (0,1%)      |
| Азијати           | 4 (0,2%)      | 5 (0,2%)      |
| Хиспаноамериканци | 18 (0,7%)     | 7 (0,3%)      |
| Укупно            | 2.473         | 2.184         |